# Abraham van Oosten
Abraham van Oosten, in de literatuur ook bekend als A. van Oosten (Assen, 25 april 1897 – Assen, 2 februari 1937) was een Nederlandse architect.

## Leven en werk
Van Oosten was van joodse komaf. Hij werd geboren in Assen als zoon van Jonas van Oosten en zijn vrouw Gonda Godschalk. Zijn vader was eigenaar van meubelzaak ‘De Walvisch’. Hij trouwde in 1923 met Heintje Stork (1895-1943). 
Van Oosten was eerst werkzaam in het westen van het land als timmerman en bouwkundig tekenaar alvorens hij zich in Assen als architect vestigde. Het werk van van Oosten valt over het algemeen te kenmerken als traditioneel/expressionistisch en geïnspireerd door de Amsterdamse School en de Nieuwe Haagse School. Hij experimenteerde ook met platte daken, maar ook in zijn meer traditionele bouwwerken zitten gedurfde elementen, zoals bijvoorbeeld de gebogen, soms bijna ui-vormige kapconstructies. Een huis van van Oosten is er goed aan te herkennen. Veelal zitten er ook glas-in-loodramen in de bouwwerken die hij zelf ontwierp.
Van Oosten overleed nog jong op 40-jarige leeftijd aan een longontsteking. Zijn vrouw en twee kinderen zijn tijdens de holocaust vermoord. In 2016 kwam hij nog even landelijk in het nieuws, omdat de glas-in-loodramen die hij had ontworpen voor de Asser synagoge, een plek vonden in het herdenkingscentrum Yad Vashem.

## Enkele werken
| Jaartal | Locatie                        | Omschrijving                                              | Status                | Afbeelding |
| ------- | ------------------------------ | --------------------------------------------------------- | --------------------- | ---------- |
| 1926    | Assen, Steendijk 144-146       | Dubbel woonhuis, gebouwd voor C.C.H. Looman               | Gemeentelijk monument |            |
| 1927    | Assen, Plataanweg 33           | Woonhuis, gebouwd voor J. Levie                           | Rijksmonument         |            |
| 1927    | Assen, Burg. Jollesstraat 8    | Woonhuis, gebouwd voor E. Warnders jr.                    |                       |            |
| 1927    | Assen, Burg. Jollesstraat 9-11 | Dubbel woonhuis, gebouwd voor J. Bakker                   |                       |            |
| 1928    | Assen, Oosterhoutstraat 38-40  | Dubbel woonhuis, gebouwd voor T. Timmerman                |                       |            |
| 1928    | Assen, Oosterhoutstraat 32     | Woonhuis, gebouwd voor M. Horstman                        |                       |            |
| 1932    | Assen, Parkstraat 25           | Dubbel woonhuis, gebouwd voor J.G.F. Benes                | Rijksmonument         |            |
| 1932    | Assen, Oranjestraat 53-55      | Dubbel woonhuis, gebouwd voor M.M. Lezer en B. van Oosten |                       |            |
| 1935    | Assen, Gedempte Singel 50-56   | Winkelpand, verbouwd voor C.C.H. Looman                   | Gemeentelijk monument |            |